# Championnat du monde féminin de hockey sur glace 2025
Navigation
Championnat du monde 2024 Championnat du monde 2026
Le Championnat du monde féminin de hockey sur glace 2025 est la vingt-sixième édition de cette compétition organisée par la Fédération internationale de hockey sur glace (IIHF). Elle a lieu à České Budějovice en Tchéquie.
Les divisions inférieures sont disputées indépendamment du groupe Élite.
Comme les années précédentes, la Russie et la Biélorussie sont exclues de la compétition en raison de l'invasion de l'Ukraine.

## Format de la compétition
| Niveau         | Équipes | Lieu             | Dates (2025)        | Résultats         | Résultats       |
| Niveau         | Équipes | Lieu             | Dates (2025)        | Vainqueur / Promu | Relégué         |
| -------------- | ------- | ---------------- | ------------------- | ----------------- | --------------- |
| Division Élite | 10      | České Budějovice | du 9 au 20 avril    | États-Unis        | Norvège Hongrie |
| Division IA    | 6       | Shenzhen         | du 13 au 19 avril   | Autriche Danemark | Pays-Bas        |
| Division IB    | 6       | Dumfries         | du 9 au 15 avril    | Italie            | Slovénie        |
| Division IIA   | 6       | Bytom            | du 7 au 13 avril    | Espagne           | Mexique         |
| Division IIB   | 6       | Dunedin          | du 14 au 20 avril   | Australie         | Turquie         |
| Division IIIA  | 6       | Belgrade         | du 2 au 8 mars      | Lituanie          | Afrique du Sud  |
| Division IIIB  | 5       | Sarajevo         | du 13 au 18 février | Bulgarie          | Aucun           |

Le Championnat du monde féminin de hockey sur glace est un ensemble de plusieurs tournois regroupant les nations en fonction de leur niveau. Les meilleures équipes disputent le titre dans la Division Élite.
Les 10 équipes de la Division Élite sont réparties en deux groupes de 5 : les mieux classées dans le groupe A et les autres dans le groupe B. Chaque groupe est disputé sous la forme d'un championnat à matches simples. Les 5 équipes du groupe A sont qualifiés d'office pour les quarts de finale, de même que les 3 premiers du groupe B. Les deux derniers du groupe B sont relégués en division inférieure lors de l'édition 2026.
Pour les autres divisions, les équipes s’affrontent entre elles et, à l'issue de cette compétition, le premier est promu dans la division supérieure et le dernier est relégué dans la division inférieure, sauf en division IA où il y a deux promus et en division IIIB où il n'y a pas de relégation.
Lors des phases de poule, les points sont attribués ainsi :
- 3 points pour une victoire dans le temps réglementaire ;
- 2 points pour une victoire en prolongation ou aux tirs de fusillade ;
- 1 point pour une défaite en prolongation ou aux tirs de fusillade ;
- 0 point pour une défaite dans le temps réglementaire.

## Division Élite
| \| České Budějovice \| Localisation de la ville de České Budějovice, · au sud de la Tchéquie. |
| České Budějovice                                                                              |

| České Budějovice              |
|                               |
| Budvar aréna Capacité : 5 870 |

### Nations participantes
| Groupe A                | Groupe B       |
| ----------------------- | -------------- |
| Canada, tenant du titre | Allemagne      |
| États-Unis              | Hongrie, promu |
| Finlande                | Japon          |
| Suisse                  | Norvège, promu |
| Tchéquie, pays hôte     | Suède          |

### Officiels
24 officiels ont été désignées pour la compétition.
| - Julia Kainberger - Cianna Lieffers - Elizabeth Mantha - Michelle McKenna - Shauna Neary - Zuzana Svobodová - Anniina Nurmi - Ida Henriksson - Kelly Cooke - Melissa Doyle - Samantha Hiller - Amanda Tassoni |

| - Alex Clarke - Laura Gutasukas - Justine Todd - Kirsten Welsh - Erin Zach - Kristýna Hájková - Tiina Saarimäki - Alexia Cheyroux - Leonie Ernst - Jessica Lundgren - Sarah Buckner - Jennifer Cameron |

### Tour préliminaire

#### Groupe A

##### Classement
| Clt   | Équipe     | PJ | V | VP | D | DP | BP | BC | Diff | Pts |
| ----- | ---------- | -- | - | -- | - | -- | -- | -- | ---- | --- |
| +001, | États-Unis | 4  | 4 | 0  | 0 | 0  | 18 | 2  | +16  | 12  |
| +002, | Canada     | 4  | 3 | 0  | 1 | 0  | 17 | 3  | +14  | 9   |
| +003, | Finlande   | 4  | 2 | 0  | 0 | 2  | 7  | 15 | -8   | 6   |
| +004, | Tchéquie   | 4  | 1 | 0  | 0 | 3  | 6  | 15 | −9   | 3   |
| +005, | Suisse     | 4  | 0 | 0  | 0 | 4  | 1  | 14 | −13  | 0   |

- en gras, qualifié pour les quarts de finale

##### Matches
| 9 avril | Finlande | 1-7 (0-3, 1-2, 0-2) | États-Unis | Budvar aréna 5 132 spectateurs |

| Feuille de match | Feuille de match                                      | Feuille de match                | Feuille de match | Feuille de match                                                                                |
| ---------------- | ----------------------------------------------------- | ------------------------------- | --- | ----------------------------------------------------------------------------------------------- |
|                  | - Nieminen (Holopainen, Laitinen) — 28 min 3 s (SN) - | 0–1 0–2 0–3 0–4 1–4 1–5 1–6 1–7 | Scamurra (Harmon, Simms) — 2 min 44 s Scamurra (Edwards, Zumwinkle) — 5 min 39 s Pannek (Murphy) — 11 min 58 s Stecklein (Knight, Heise) — 20 min 55 s - Knight (Carpenter, Janecke) — 28 min 19 s Heise (Barnes) — 41 min 45 s Pannek (Winn, Harvey) — 42 min 7 s | Arbitrage : Kelly Cooke et Anniina Nurmi Juges de lignes : Jennifer Cameron et Kristýna Hájková |
| Ahola            | Gardiens                                              | Frankel                         | | Arbitrage : Kelly Cooke et Anniina Nurmi Juges de lignes : Jennifer Cameron et Kristýna Hájková |
| 2 min            | Pénalités                                             | 4 min                           | | Arbitrage : Kelly Cooke et Anniina Nurmi Juges de lignes : Jennifer Cameron et Kristýna Hájková |
| 20               | Tirs                                                  | 24                              | | Arbitrage : Kelly Cooke et Anniina Nurmi Juges de lignes : Jennifer Cameron et Kristýna Hájková |

| 9 avril | Tchéquie | 3-0 (2-0, 1-0, 0-0) | Suisse | Budvar aréna 5 859 spectateurs |

| Feuille de match | Feuille de match | Feuille de match | Feuille de match | Feuille de match                                                                                    |
| ---------------- | --- | ---------------- | ---------------- | --------------------------------------------------------------------------------------------------- |
|                  | Hymlárová (Mlýnková, Trnková) — 4 min 47 s Kaltounková (Mrázová, Šapovalivová) — 19 min 47 s (SN) Pištěková (Přibylová, Trnková) — 27 min 41 s | 1–0 2–0 3–0      |                  | Arbitrage : Julia Kainberger et Cianna Lieffers Juges de lignes : Jessica Lundgren et Kirsten Welsh |
| Peslarová        | Gardiens | Brändli          |                  | Arbitrage : Julia Kainberger et Cianna Lieffers Juges de lignes : Jessica Lundgren et Kirsten Welsh |
| 12 min           | Pénalités | 6 min            |                  | Arbitrage : Julia Kainberger et Cianna Lieffers Juges de lignes : Jessica Lundgren et Kirsten Welsh |
| 31               | Tirs | 26               |                  | Arbitrage : Julia Kainberger et Cianna Lieffers Juges de lignes : Jessica Lundgren et Kirsten Welsh |

| 10 avril | Canada | 5-0 (3-0, 1-0, 1-0) | Finlande | Budvar aréna 1 128 spectateurs |

| Feuille de match | Feuille de match | Feuille de match    | Feuille de match | Feuille de match                                                                          |
| ---------------- | --- | ------------------- | ---------------- | ----------------------------------------------------------------------------------------- |
|                  | Gardiner (Shelton, Poulin) — 6 min 2 s Shelton (Fast, Jenner) — 12 min 22 s Poulin (Gardiner, Stacey) — 17 min 12 s Gardiner — 20 min 18 s Maltais (Zandee-Hart) — 51 min 14 s | 1–0 2–0 3–0 4–0 5–0 |                  | Arbitrage : Elizabeth Mantha et Amanda Tassoni Juges de lignes : Alex Clarke et Erin Zach |
| Campbell         | Gardiens | Kyrkkö Keisala      |                  | Arbitrage : Elizabeth Mantha et Amanda Tassoni Juges de lignes : Alex Clarke et Erin Zach |
| 4 min            | Pénalités | 2 min               |                  | Arbitrage : Elizabeth Mantha et Amanda Tassoni Juges de lignes : Alex Clarke et Erin Zach |
| 35               | Tirs | 24                  |                  | Arbitrage : Elizabeth Mantha et Amanda Tassoni Juges de lignes : Alex Clarke et Erin Zach |

| 11 avril | Suisse | 0-4 (0-1, 0-3, 0-0) | Canada | Budvar aréna 5 398 spectateurs |

| Feuille de match | Feuille de match | Feuille de match | Feuille de match | Feuille de match                                                                             |
| ---------------- | ---------------- | ---------------- | --- | -------------------------------------------------------------------------------------------- |
|                  |                  | 0–1 0–2 0–3 0–4  | Zandee-Hart (Poulin, Stacey) — 12 min 26 s Spooner (Poulin, Nurse) — 27 min 14 s (SN) Stacey (Poulin, Fast) — 29 min 6 s Watts (Fast, Fillier) — 29 min 46 s | Arbitrage : Shauna Neary et Anniina Nurmi Juges de lignes : Kristýna Hájková et Justine Todd |
| Brändli          | Gardiens         | Desbiens         | | Arbitrage : Shauna Neary et Anniina Nurmi Juges de lignes : Kristýna Hájková et Justine Todd |
| 2 min            | Pénalités        | 2 min            | | Arbitrage : Shauna Neary et Anniina Nurmi Juges de lignes : Kristýna Hájková et Justine Todd |
| 17               | Tirs             | 40               | | Arbitrage : Shauna Neary et Anniina Nurmi Juges de lignes : Kristýna Hájková et Justine Todd |

| 11 avril | États-Unis | 4-0 (1-0, 1-0, 2-0) | Tchéquie | Budvar aréna 5 859 spectateurs |

| Feuille de match | Feuille de match | Feuille de match | Feuille de match | Feuille de match                                                                                    |
| ---------------- | --- | ---------------- | ---------------- | --------------------------------------------------------------------------------------------------- |
|                  | Murphy (Harvey, Simms) — 14 min 52 s Murphy (Pannek, Keller) — 26 min 58 s Knight (Keller, Carpenter) — 42 min 28 s (SN) Carpenter (Keller, Janecke) — 47 min 22 s (SN) | 1–0 2–0 3–0 4–0  |                  | Arbitrage : Cianna Lieffers et Amanda Tassoni Juges de lignes : Jessica Lundgren et Tiina Saarimäki |
| Philips          | Gardiens | Hesová           |                  | Arbitrage : Cianna Lieffers et Amanda Tassoni Juges de lignes : Jessica Lundgren et Tiina Saarimäki |
| 4 min            | Pénalités | 10 min           |                  | Arbitrage : Cianna Lieffers et Amanda Tassoni Juges de lignes : Jessica Lundgren et Tiina Saarimäki |
| 48               | Tirs | 10               |                  | Arbitrage : Cianna Lieffers et Amanda Tassoni Juges de lignes : Jessica Lundgren et Tiina Saarimäki |

| 12 avril | Finlande | 4-2 (0-1, 2-0, 2-1) | Tchéquie | Budvar aréna 5 859 spectateurs |

| Feuille de match | Feuille de match | Feuille de match        | Feuille de match                                                                                          | Feuille de match                                                                              |
| ---------------- | --- | ----------------------- | --- | --------------------------------------------------------------------------------------------- |
|                  | - Suoranta (Tulus, Kuoppala) — 26 min 29 s Savolainen (Kuoppala, Tulus) — 29 min 23 s Schalin (Savolainen, Vesa) — 46 min 20 s Holopainen (Tapani, Nieminen) — 51 min 1 s - | 0–1 1–1 2–1 3–1 4–1 4–2 | Vanišová (Pejšová, Křížová) — 11 min 55 s (SN) - Kaltounková (Tejralová, Mrázová) — 57 min 57 s (SN + JS) | Arbitrage : Melissa Doyle et Julia Kainberger Juges de lignes : Jennifer Cameron et Erin Zach |
| Ahola            | Gardiens | Peslarová               | | Arbitrage : Melissa Doyle et Julia Kainberger Juges de lignes : Jennifer Cameron et Erin Zach |
| 6 min            | Pénalités | 2 min                   | | Arbitrage : Melissa Doyle et Julia Kainberger Juges de lignes : Jennifer Cameron et Erin Zach |
| 28               | Tirs | 29                      | | Arbitrage : Melissa Doyle et Julia Kainberger Juges de lignes : Jennifer Cameron et Erin Zach |

| 13 avril | Canada | 1-2 (0-1, 0-1, 1-0) | États-Unis | Budvar aréna 5 538 spectateurs |

| Feuille de match | Feuille de match                          | Feuille de match | Feuille de match                                                                  | Feuille de match                                                                                |
| ---------------- | ----------------------------------------- | ---------------- | --------------------------------------------------------------------------------- | ----------------------------------------------------------------------------------------------- |
|                  | - Stacey (Poulin, Gardiner) — 46 min 50 s | 0–1 0–2 1–2      | Stecklein (Pannek, Coyne) — 10 min 36 s Keller (Scamurra, Harmon) — 32 min 22 s - | Arbitrage : Samantha Hiller et Michelle McKenna Juges de lignes : Justine Todd et Kirsten Welsh |
| Desbiens         | Gardiens                                  | Frankel          |                                                                                   | Arbitrage : Samantha Hiller et Michelle McKenna Juges de lignes : Justine Todd et Kirsten Welsh |
| 4 min            | Pénalités                                 | 4 min            |                                                                                   | Arbitrage : Samantha Hiller et Michelle McKenna Juges de lignes : Justine Todd et Kirsten Welsh |
| 19               | Tirs                                      | 28               |                                                                                   | Arbitrage : Samantha Hiller et Michelle McKenna Juges de lignes : Justine Todd et Kirsten Welsh |

| 14 avril | Suisse | 1-2 (0-1, 1-1, 0-0) | Finlande | Budvar aréna 5 209 spectateurs |

| Feuille de match | Feuille de match       | Feuille de match | Feuille de match                                                                   | Feuille de match                                                                                |
| ---------------- | ---------------------- | ---------------- | ---------------------------------------------------------------------------------- | ----------------------------------------------------------------------------------------------- |
|                  | - Müller — 29 min 33 s | 0–1 0–2 1–2      | Savolainen (Nylund) — 10 min 13 s (IN) Karvinen (Tulus, Parkkonen) — 27 min 47 s - | Arbitrage : Elizabeth Mantha et Shauna Neary Juges de lignes : Kristýna Hájková et Leonie Ernst |
| Maurer           | Gardiens               | Kyrkkö           |                                                                                    | Arbitrage : Elizabeth Mantha et Shauna Neary Juges de lignes : Kristýna Hájková et Leonie Ernst |
| 2 min            | Pénalités              | 8 min            |                                                                                    | Arbitrage : Elizabeth Mantha et Shauna Neary Juges de lignes : Kristýna Hájková et Leonie Ernst |
| 28               | Tirs                   | 22               |                                                                                    | Arbitrage : Elizabeth Mantha et Shauna Neary Juges de lignes : Kristýna Hájková et Leonie Ernst |

| 14 avril | Tchéquie | 1-7 (1-1, 0-1, 0-5) | Canada | Budvar aréna 5 859 spectateurs |

| Feuille de match | Feuille de match              | Feuille de match                | Feuille de match | Feuille de match                                                                        |
| ---------------- | ----------------------------- | ------------------------------- | --- | --------------------------------------------------------------------------------------- |
|                  | - Šapovalivová — 5 min 25 s - | 0–1 1–1 1–2 1–3 1–4 1–5 1–6 1–7 | Poulin (Larocque, Ambrose) — 3 min 20 s - Poulin (Stacey, Larocque) — 27 min 13 s Watts (Ambrose, Thompson) — 45 min 42 s (SN) O'Neill (Gosling) — 46 min 9 s Gardiner — 46 min 40 s O'Neill (Maltais, Serdachny) — 48 min 5 s Jaques (Nurse, Fast) — 54 min 17 s | Arbitrage : Kelly Cooke et Anniina Nurmi Juges de lignes : Tiina Saarimäki et Erin Zach |
| Peslarová Hesová | Gardiens                      | Campbell                        | | Arbitrage : Kelly Cooke et Anniina Nurmi Juges de lignes : Tiina Saarimäki et Erin Zach |
| 8 min            | Pénalités                     | 10 min                          | | Arbitrage : Kelly Cooke et Anniina Nurmi Juges de lignes : Tiina Saarimäki et Erin Zach |
| 19               | Tirs                          | 43                              | | Arbitrage : Kelly Cooke et Anniina Nurmi Juges de lignes : Tiina Saarimäki et Erin Zach |

| 15 avril | États-Unis | 5-0 (3-0, 1-0, 1-0) | Suisse | Budvar aréna 2 981 spectateurs |

| Feuille de match   | Feuille de match | Feuille de match    | Feuille de match | Feuille de match                                                                                  |
| ------------------ | --- | ------------------- | ---------------- | ------------------------------------------------------------------------------------------------- |
|                    | Janecke (Carpenter, Knight) — 11 min 23 s (SN) Coyne (Pannek, Winn) — 12 min 37 s Janecke (Knight, Carpenter) — 15 min 5 s Harvey (Knight, Carpenter) — 39 min 59 s Coyne (Pannek, Wilgren) — 58 min 41 s | 1–0 2–0 3–0 4–0 5–0 |                  | Arbitrage : Ida Henriksson et Michelle McKenna Juges de lignes : Jennifer Cameron et Leonie Ernst |
| Philips McNaughton | Gardiens | Brändli             |                  | Arbitrage : Ida Henriksson et Michelle McKenna Juges de lignes : Jennifer Cameron et Leonie Ernst |
| 0 min              | Pénalités | 6 min               |                  | Arbitrage : Ida Henriksson et Michelle McKenna Juges de lignes : Jennifer Cameron et Leonie Ernst |
| 53                 | Tirs | 6                   |                  | Arbitrage : Ida Henriksson et Michelle McKenna Juges de lignes : Jennifer Cameron et Leonie Ernst |

#### Groupe B

##### Classement
| Clt   | Équipe    | PJ | V | VP | D | DP | BP | BC | Diff | Pts |
| ----- | --------- | -- | - | -- | - | -- | -- | -- | ---- | --- |
| +001, | Suède     | 4  | 4 | 0  | 0 | 0  | 17 | 2  | +15  | 12  |
| +002, | Japon     | 4  | 3 | 0  | 0 | 1  | 8  | 4  | +4   | 9   |
| +003, | Allemagne | 4  | 2 | 0  | 0 | 2  | 11 | 9  | +2   | 6   |
| +004, | Norvège   | 4  | 1 | 0  | 0 | 3  | 7  | 18 | −11  | 3   |
| +005, | Hongrie   | 4  | 0 | 0  | 0 | 4  | 1  | 11 | −10  | 0   |

- en gras, qualifié pour les quarts de finale
- en italique, relégué en division IA

##### Matches
| 9 avril | Suède | 5-2 (1-0, 1-1, 3-1) | Allemagne | Budvar aréna 4 207 spectateurs |

| Feuille de match | Feuille de match | Feuille de match            | Feuille de match                                                                                 | Feuille de match                                                                                     |
| ---------------- | --- | --------------------------- | ------------------------------------------------------------------------------------------------ | --- |
|                  | Thuvik (Lis. Johansson) — 10 min 34 s Hallin (Olsson, Lin. Johansson) — 28 min 19 s - Kjellbin (Lin. Johansson, Hallin) — 42 min 12 s T. Johansson (Hedqvist, Bouveng) — 43 min 8 s - Olsson — 58 min 53 s (CV) | 1–0 2–0 2–1 3–1 4–1 4–2 5–2 | - Lu. Welcke (Jobst-Smith, Li. Welcke) — 33 min 16 s - Nix (Kluge, Gleißner) — 50 min 4 s (SN) - | Arbitrage : Samantha Hiller et Zuzana Svobodová Juges de lignes : Alexia Cheyroux et Tiina Saarimäki |
| Söderberg        | Gardiens | Abstreiter                  |                                                                                                  | Arbitrage : Samantha Hiller et Zuzana Svobodová Juges de lignes : Alexia Cheyroux et Tiina Saarimäki |
| 4 min            | Pénalités | 4 min                       |                                                                                                  | Arbitrage : Samantha Hiller et Zuzana Svobodová Juges de lignes : Alexia Cheyroux et Tiina Saarimäki |
| 33               | Tirs | 19                          |                                                                                                  | Arbitrage : Samantha Hiller et Zuzana Svobodová Juges de lignes : Alexia Cheyroux et Tiina Saarimäki |

| 10 avril | Japon | 5-2 (2-2, 2-0, 1-0) | Norvège | Budvar aréna 3 314 spectateurs |

| Feuille de match | Feuille de match | Feuille de match            | Feuille de match                                     | Feuille de match                                                                              |
| ---------------- | --- | --------------------------- | ---------------------------------------------------- | --------------------------------------------------------------------------------------------- |
|                  | - Hosoyamada (Miura, Maeda) — 4 min 51 s Ukita (Ito, Sato) — 13 min 38 s - Miura (Maeda) — 24 min 40 s Rir. Noro (Maeda) — 36 min 1 s Ak. Shiga (Ito) — 48 min 5 s | 0–1 1–1 2–1 2–2 3–2 4–2 5–2 | Dalen — 2 min 5 s - Brunvold (Haave) — 15 min 53 s - | Arbitrage : Ida Henriksson et Shauna Neary Juges de lignes : Sarah Buckner et Laura Gutauskas |
| Masuhara         | Gardiens | Nystrøm                     |                                                      | Arbitrage : Ida Henriksson et Shauna Neary Juges de lignes : Sarah Buckner et Laura Gutauskas |
| 2 min            | Pénalités | 12 min                      |                                                      | Arbitrage : Ida Henriksson et Shauna Neary Juges de lignes : Sarah Buckner et Laura Gutauskas |
| 57               | Tirs | 27                          |                                                      | Arbitrage : Ida Henriksson et Shauna Neary Juges de lignes : Sarah Buckner et Laura Gutauskas |

| 10 avril | Suède | 2-0 (0-0, 1-0, 1-0) | Hongrie | Budvar aréna 1 295 spectateurs |

| Feuille de match | Feuille de match                                                                                     | Feuille de match | Feuille de match | Feuille de match                                                                             |
| ---------------- | --- | ---------------- | ---------------- | -------------------------------------------------------------------------------------------- |
|                  | Lin. Johansson (Svensson, Forsgren) — 38 min 59 s Ljungblom (Jungåker, Lin. Johansson) — 55 min 37 s | 1-0 2-0          |                  | Arbitrage : Melissa Doyle et Michelle McKenna Juges de lignes : Leonie Ernst et Justine Todd |
| Söderberg        | Gardiens                                                                                             | Németh           |                  | Arbitrage : Melissa Doyle et Michelle McKenna Juges de lignes : Leonie Ernst et Justine Todd |
| 8 min            | Pénalités                                                                                            | 4 min            |                  | Arbitrage : Melissa Doyle et Michelle McKenna Juges de lignes : Leonie Ernst et Justine Todd |
| 24               | Tirs                                                                                                 | 24               |                  | Arbitrage : Melissa Doyle et Michelle McKenna Juges de lignes : Leonie Ernst et Justine Todd |

| 11 avril | Hongrie | 0-2 (0-1, 0-0, 0-1) | Japon | Budvar aréna 2 139 spectateurs |

| Feuille de match | Feuille de match | Feuille de match | Feuille de match                                             | Feuille de match                                                                                    |
| ---------------- | ---------------- | ---------------- | ------------------------------------------------------------ | --------------------------------------------------------------------------------------------------- |
|                  |                  | 0-1 0-2          | Wajima — 19 min 37 s Ak. Shiga (Hitosato) — 59 min 52 s (CV) | Arbitrage : Michelle McKenna et Zuzana Svobodová Juges de lignes : Laura Gutauskas et Kirsten Welsh |
| Németh           | Gardiens         | Masuhara         |                                                              | Arbitrage : Michelle McKenna et Zuzana Svobodová Juges de lignes : Laura Gutauskas et Kirsten Welsh |
| 4 min            | Pénalités        | 2 min            |                                                              | Arbitrage : Michelle McKenna et Zuzana Svobodová Juges de lignes : Laura Gutauskas et Kirsten Welsh |
| 27               | Tirs             | 21               |                                                              | Arbitrage : Michelle McKenna et Zuzana Svobodová Juges de lignes : Laura Gutauskas et Kirsten Welsh |

| 12 avril | Norvège | 2-5 (1-2, 1-2, 0-1) | Allemagne | Budvar aréna 5 435 spectateurs |

| Feuille de match | Feuille de match                                                                   | Feuille de match            | Feuille de match | Feuille de match                                                                              |
| ---------------- | ---------------------------------------------------------------------------------- | --------------------------- | --- | --------------------------------------------------------------------------------------------- |
|                  | - Fischer (Kruse, Sirum) — 18 min 57 s - Dalen (Fischer, Bergesen) — 31 min 24 s - | 0–1 0–2 1–2 1–3 2–3 2–4 2–5 | Haider (Schiefer, Gleißner) — 7 min 29 s Feldmeier — 17 min 47 s - Schiefer (Feldmeier, Strobel) — 22 min 1 s Jobst-Smith (Lu. Welcke, Li. Welcke) — 39 min 44 s (SN) - Li. Welcke (Lu. Welcke, Strobel) — 59 min 18 s (IN + CV) | Arbitrage : Kelly Cooke et Samantha Hiller Juges de lignes : Sarah Buckner et Alexia Cheyroux |
| Nystrøm          | Gardiens                                                                           | Abstreiter                  | | Arbitrage : Kelly Cooke et Samantha Hiller Juges de lignes : Sarah Buckner et Alexia Cheyroux |
| 10 min           | Pénalités                                                                          | 6 min                       | | Arbitrage : Kelly Cooke et Samantha Hiller Juges de lignes : Sarah Buckner et Alexia Cheyroux |
| 22               | Tirs                                                                               | 39                          | | Arbitrage : Kelly Cooke et Samantha Hiller Juges de lignes : Sarah Buckner et Alexia Cheyroux |

| 13 avril | Hongrie | 0-3 (0-0, 0-2, 0-1) | Norvège | Budvar aréna 1 811 spectateurs |

| Feuille de match | Feuille de match | Feuille de match | Feuille de match                                                                                   | Feuille de match                                                                             |
| ---------------- | ---------------- | ---------------- | -------------------------------------------------------------------------------------------------- | -------------------------------------------------------------------------------------------- |
|                  |                  | 0–1 0–2 0–3      | Furulund (Sirum) — 20 min 56 s Bergesen (Engmann, Pedersen) — 29 min 46 s Sirum — 59 min 15 s (CV) | Arbitrage : Ida Henriksson et Elizabeth Mantha Juges de lignes : Alex Clarke et Leonie Ernst |
| Németh           | Gardiens         | Nystrøm          | | Arbitrage : Ida Henriksson et Elizabeth Mantha Juges de lignes : Alex Clarke et Leonie Ernst |
| 4 min            | Pénalités        | 6 min            | | Arbitrage : Ida Henriksson et Elizabeth Mantha Juges de lignes : Alex Clarke et Leonie Ernst |
| 45               | Tirs             | 21               | | Arbitrage : Ida Henriksson et Elizabeth Mantha Juges de lignes : Alex Clarke et Leonie Ernst |

| 13 avril | Japon | 0-2 (0-1, 0-0, 0-1) | Suède | Budvar aréna 3 051 spectateurs |

| Feuille de match | Feuille de match | Feuille de match | Feuille de match                                                                                | Feuille de match                                                                                     |
| ---------------- | ---------------- | ---------------- | ----------------------------------------------------------------------------------------------- | --- |
|                  |                  | 0-1 0-2          | Bergström (Karlsson, Svensson) — 16 min 57 s Thuvik (Hjalmarsson, Lis. Johansson) — 44 min 33 s | Arbitrage : Julia Kainberger et Cianna Lieffers Juges de lignes : Alexia Cheyroux et Laura Gutauskas |
| Masuhara         | Gardiens         | Söderberg        |                                                                                                 | Arbitrage : Julia Kainberger et Cianna Lieffers Juges de lignes : Alexia Cheyroux et Laura Gutauskas |
| 0 min            | Pénalités        | 4 min            |                                                                                                 | Arbitrage : Julia Kainberger et Cianna Lieffers Juges de lignes : Alexia Cheyroux et Laura Gutauskas |
| 17               | Tirs             | 26               |                                                                                                 | Arbitrage : Julia Kainberger et Cianna Lieffers Juges de lignes : Alexia Cheyroux et Laura Gutauskas |

| 14 avril | Allemagne | 4-1 (0-0, 1-1, 3-0) | Hongrie | Budvar aréna 3 415 spectateurs |

| Feuille de match | Feuille de match | Feuille de match    | Feuille de match                           | Feuille de match                                                                                      |
| ---------------- | --- | ------------------- | ------------------------------------------ | --- |
|                  | Hadraschek (Nix, Kluge) — 33 min 16 s (SN) - Jobst-Smith (Li. Welcke, Voigt) — 45 min 38 s (SN) Kluge (Voigt) — 49 min (SN) Hadraschek (Kluge, Nix) — 58 min 1 s (SN) | 1–0 1–1 2–1 3–1 4–1 | - Kreisz (Seregély, Mayer) — 36 min 16 s - | Arbitrage : Zuzana Svobodová et Amanda Tassoni Juges de lignes : Jennifer Cameron et Jessica Lundgren |
| Abstreiter       | Gardiens | Németh              |                                            | Arbitrage : Zuzana Svobodová et Amanda Tassoni Juges de lignes : Jennifer Cameron et Jessica Lundgren |
| 8 min            | Pénalités | 8 min               |                                            | Arbitrage : Zuzana Svobodová et Amanda Tassoni Juges de lignes : Jennifer Cameron et Jessica Lundgren |
| 23               | Tirs | 13                  |                                            | Arbitrage : Zuzana Svobodová et Amanda Tassoni Juges de lignes : Jennifer Cameron et Jessica Lundgren |

| 15 avril | Norvège | 0-8 (0-2, 0-3, 0-2) | Suède | Budvar aréna 5 217 spectateurs |

| Feuille de match | Feuille de match | Feuille de match                | Feuille de match | Feuille de match                                                                           |
| ---------------- | ---------------- | ------------------------------- | --- | ------------------------------------------------------------------------------------------ |
|                  |                  | 0–1 0–2 0–3 0–4 0–5 0–6 0–7 0–8 | Hallin (Johansson, Karlsson) — 6 min 44 s Ljungblom (Johansson, Raunio) — 14 min 24 s Hedqvist (Hjalmarsson) — 20 min 18 s Raunio (Svensson) — 25 min 10 s Bouveng (Hjalmarsson, Kjellbin) — 31 min 39 s Hedqvist (Silén, Bouveng) — 46 min 26 s Svensson (Ljungblom, Jungåker) — 52 min 51 s Hedqvist (Silén, Hjalmarsson) — 57 min 44 s | Arbitrage : Melissa Doyle et Shauna Neary Juges de lignes : Alexia Cheyroux et Alex Clarke |
| Nystrøm          | Gardiens         | Boman                           | | Arbitrage : Melissa Doyle et Shauna Neary Juges de lignes : Alexia Cheyroux et Alex Clarke |
| 2 min            | Pénalités        | 0 min                           | | Arbitrage : Melissa Doyle et Shauna Neary Juges de lignes : Alexia Cheyroux et Alex Clarke |
| 16               | Tirs             | 56                              | | Arbitrage : Melissa Doyle et Shauna Neary Juges de lignes : Alexia Cheyroux et Alex Clarke |

| 15 avril | Allemagne | 0-1 (0-0, 0-1, 0-0) | Japon | Budvar aréna 1 703 spectateurs |

| Feuille de match | Feuille de match | Feuille de match | Feuille de match          | Feuille de match                                                                                |
| ---------------- | ---------------- | ---------------- | ------------------------- | ----------------------------------------------------------------------------------------------- |
|                  |                  | 0-1              | Ukita (Ito) — 25 min 11 s | Arbitrage : Kelly Cooke et Zuzana Svobodová Juges de lignes : Sarah Buckner et Jessica Lundgren |
| Abstreiter       | Gardiens         | Masuhara         |                           | Arbitrage : Kelly Cooke et Zuzana Svobodová Juges de lignes : Sarah Buckner et Jessica Lundgren |
| 4 min            | Pénalités        | 0 min            |                           | Arbitrage : Kelly Cooke et Zuzana Svobodová Juges de lignes : Sarah Buckner et Jessica Lundgren |
| 34               | Tirs             | 25               |                           | Arbitrage : Kelly Cooke et Zuzana Svobodová Juges de lignes : Sarah Buckner et Jessica Lundgren |

### Phase finale

#### Tableau
Légende
- Pr : prolongations
- TB : tirs de barrage

|  | Quarts de finale | Quarts de finale | Quarts de finale | Quarts de finale |            |            | Demi-finales | Demi-finales | Demi-finales                  | Demi-finales                  |                               |                               | Finale   | Finale   | Finale   | Finale   |
|  |                  |                  |                  |                  |            |            |              |              |                               |                               |                               |                               |          |          |          |          |
|  | 17 avril         | 17 avril         | 17 avril         | 17 avril         |            |            | 19 avril     | 19 avril     | 19 avril                      | 19 avril                      |                               |                               | 20 avril | 20 avril | 20 avril | 20 avril |
|  | 17 avril         | 17 avril         | 17 avril         | 17 avril         |            |            | 19 avril     | 19 avril     | 19 avril                      | 19 avril                      |                               |                               | 20 avril | 20 avril | 20 avril | 20 avril |
|  | A1               | États-Unis       | 3                | 3                |            |            | 19 avril     | 19 avril     | 19 avril                      | 19 avril                      |                               |                               | 20 avril | 20 avril | 20 avril | 20 avril |
|  | A1               | États-Unis       | 3                | 3                |            |            | 19 avril     | 19 avril     | 19 avril                      | 19 avril                      |                               |                               | 20 avril | 20 avril | 20 avril | 20 avril |
|  | B3               | Allemagne        | 0                | 0                |            |            | 19 avril     | 19 avril     | 19 avril                      | 19 avril                      |                               |                               | 20 avril | 20 avril | 20 avril | 20 avril |
|  | B3               | Allemagne        | 0                | 0                | 1          | États-Unis | 2            | 2            |                               |                               |                               |                               | 20 avril | 20 avril | 20 avril | 20 avril |
|  | 17 avril         |                  |                  |                  | 1          | États-Unis | 2            | 2            |                               |                               |                               |                               | 20 avril | 20 avril | 20 avril | 20 avril |
|  |                  |                  | 4                | Tchéquie         | 1          | 1          |              |              |                               |                               |                               |                               | 20 avril | 20 avril | 20 avril | 20 avril |
|  | A4               | Tchéquie         | 4                | Tchéquie         | 1          | 1          | 7            | 7            |                               |                               |                               |                               | 20 avril | 20 avril | 20 avril | 20 avril |
|  | A4               | Tchéquie         | 19 avril         |                  |            |            | 7            | 7            |                               |                               |                               |                               | 20 avril | 20 avril | 20 avril | 20 avril |
|  | A5               | Suisse           | 0                | 0                |            |            |              |              |                               |                               |                               |                               | 20 avril | 20 avril | 20 avril | 20 avril |
|  | A5               | Suisse           | 0                | 0                | États-Unis | États-Unis | 4 Pr         | 4 Pr         |                               |                               |                               |                               |          |          |          |          |
|  | 17 avril         |                  |                  |                  | États-Unis | États-Unis | 4 Pr         | 4 Pr         |                               |                               |                               |                               |          |          |          |          |
|  |                  |                  | Canada           | Canada           | 3          | 3          |              |              |                               |                               |                               |                               |          |          |          |          |
|  | A2               | Canada           | Canada           | Canada           | 3          | 3          | 9            | 9            |                               |                               |                               |                               |          |          |          |          |
|  | A2               | Canada           |                  |                  |            |            |              |              |                               |                               |                               |                               |          |          |          |          |
|  | B2               | Japon            | 1                | 1                |            |            |              |              |                               |                               |                               |                               |          |          |          |          |
|  | B2               | Japon            | 1                | 1                | 2          | Canada     | 8            | 8            | Match pour la troisième place | Match pour la troisième place | Match pour la troisième place | Match pour la troisième place |          |          |          |          |
|  | 17 avril         |                  |                  |                  | 2          | Canada     | 8            | 8            | Match pour la troisième place | Match pour la troisième place | Match pour la troisième place | Match pour la troisième place |          |          |          |          |
|  |                  |                  | 3                | Finlande         | 1          | 1          |              |              | 20 avril                      | 20 avril                      | 20 avril                      | 20 avril                      |          |          |          |          |
|  | A3               | Finlande         | 3                | Finlande         | 1          | 1          | 3            | 3            | 20 avril                      | 20 avril                      | 20 avril                      | 20 avril                      |          |          |          |          |
|  | A3               | Finlande         |                  |                  |            |            |              | 3            |                               |                               | Tchéquie                      | Tchéquie                      | 3        | 3        |          |          |
|  | B1               | Suède            | 2                | 2                |            |            |              |              |                               |                               | Tchéquie                      | Tchéquie                      | 3        | 3        |          |          |
|  | B1               | Suède            | 2                | 2                | Finlande   | Finlande   | 4 Pr         | 4 Pr         |                               |                               |                               |                               |          |          |          |          |
|  |                  |                  |                  |                  |            |            |              |              |                               |                               |                               |                               |          |          |          |          |

#### Quarts de finale
| 17 avril | Finlande | 3-2 (2-0, 1-2, 0-0) | Suède | Budvar aréna 2 594 spectateurs |

| Feuille de match | Feuille de match | Feuille de match    | Feuille de match                                                                             | Feuille de match                                                                                  |
| ---------------- | --- | ------------------- | -------------------------------------------------------------------------------------------- | ------------------------------------------------------------------------------------------------- |
|                  | Nylund (Liikala, Vanhanen) — 8 min 35 s Savolainen (Suoranta, Liikala) — 17 min 15 s - Tapani (Holopainen) — 31 min 46 s | 1–0 2–0 2–1 2–2 3–2 | - Hedqvist (Hjalmarsson, Söderberg) — 20 min 50 s Bouveng (Raunio, Jungåker) — 25 min 54 s - | Arbitrage : Melissa Doyle et Amanda Tassoni Juges de lignes : Laura Gutauskas et Kristýna Hájková |
| Ahola            | Gardiens | Söderberg           |                                                                                              | Arbitrage : Melissa Doyle et Amanda Tassoni Juges de lignes : Laura Gutauskas et Kristýna Hájková |
| 0 min            | Pénalités | 4 min               |                                                                                              | Arbitrage : Melissa Doyle et Amanda Tassoni Juges de lignes : Laura Gutauskas et Kristýna Hájková |
| 26               | Tirs | 15                  |                                                                                              | Arbitrage : Melissa Doyle et Amanda Tassoni Juges de lignes : Laura Gutauskas et Kristýna Hájková |

| 17 avril | États-Unis | 3-0 (2-0, 1-0, 0-0) | Allemagne | Budvar aréna 2 958 spectateurs |

| Feuille de match | Feuille de match                                                                                                 | Feuille de match | Feuille de match | Feuille de match                                                                              |
| ---------------- | --- | ---------------- | ---------------- | --------------------------------------------------------------------------------------------- |
|                  | Pannek (Murphy, Edwards) — 5 min 36 s Eden (Winn, Heise) — 10 min 50 s Carpenter (Knight, Janecke) — 38 min 53 s | 1–0 2–0 3–0      |                  | Arbitrage : Michelle McKenna et Anniina Nurmi Juges de lignes : Jennifer Cameron et Erin Zach |
| Frankel          | Gardiens | Abstreiter       |                  | Arbitrage : Michelle McKenna et Anniina Nurmi Juges de lignes : Jennifer Cameron et Erin Zach |
| 2 min            | Pénalités | 10 min           |                  | Arbitrage : Michelle McKenna et Anniina Nurmi Juges de lignes : Jennifer Cameron et Erin Zach |
| 51               | Tirs | 12               |                  | Arbitrage : Michelle McKenna et Anniina Nurmi Juges de lignes : Jennifer Cameron et Erin Zach |

| 17 avril | Tchéquie | 7-0 (5-0, 0-0, 2-0) | Suisse | Budvar aréna 5 859 spectateurs |

| Feuille de match | Feuille de match | Feuille de match            | Feuille de match | Feuille de match                                                                                  |
| ---------------- | --- | --------------------------- | ---------------- | ------------------------------------------------------------------------------------------------- |
|                  | Pejšová (Vanišová, Pejzlová) — 11 min 47 s Mlýnková (Kaltounková, Tejralová) — 13 min 15 s (SN) Vanišová (Křížová, Pejšová) — 13 min 40 s Kaltounková (Mrázová, Šapovalivová) — 18 min 13 s Křížová (Vanišová, Seroiszková) — 19 min 48 s Mlýnková (Mrázová, Kaltounková) — 48 min 15 s (SN) Mlýnková — 53 min 41 s (IN) | 1–0 2–0 3–0 4–0 5–0 6–0 7–0 |                  | Arbitrage : Samantha Hiller et Elizabeth Mantha Juges de lignes : Alex Clarke et Jessica Lundgren |
| Peslarová        | Gardiens | Brändli Maurer              |                  | Arbitrage : Samantha Hiller et Elizabeth Mantha Juges de lignes : Alex Clarke et Jessica Lundgren |
| 8 min            | Pénalités | 6 min                       |                  | Arbitrage : Samantha Hiller et Elizabeth Mantha Juges de lignes : Alex Clarke et Jessica Lundgren |
| 22               | Tirs | 14                          |                  | Arbitrage : Samantha Hiller et Elizabeth Mantha Juges de lignes : Alex Clarke et Jessica Lundgren |

| 17 avril | Canada | 9-1 (2-0, 3-1, 4-0) | Japon | Budvar aréna 4 877 spectateurs |

| Feuille de match | Feuille de match | Feuille de match                        | Feuille de match   | Feuille de match                                                                                |
| ---------------- | --- | --------------------------------------- | ------------------ | ----------------------------------------------------------------------------------------------- |
|                  | Thompson (Fast, Clark) — 13 min 42 s Gardiner (Thompson) — 16 min 38 s - Shelton (Watts) — 31 min 30 s Fillier (Spooner, Fast) — 33 min 56 s Gosling (Poulin, Fast) — 34 min 44 s (SN) Gardiner (O'Neill) — 42 min 52 s Fillier (Larocque) — 52 min 22 s Clark (Turnbull) — 53 min 10 s Jaques (O'Neill, Thompson) — 59 min 1 s | 1–0 2–0 2–1 3–1 4–1 5–1 6–1 7–1 8–1 9–1 | - Miura — 30 min - | Arbitrage : Julia Kainberger et Shauna Neary Juges de lignes : Sarah Buckner et Tiina Saarimäki |
| Campbell         | Gardiens | Masuhara                                |                    | Arbitrage : Julia Kainberger et Shauna Neary Juges de lignes : Sarah Buckner et Tiina Saarimäki |
| 2 min            | Pénalités | 2 min                                   |                    | Arbitrage : Julia Kainberger et Shauna Neary Juges de lignes : Sarah Buckner et Tiina Saarimäki |
| 62               | Tirs | 6                                       |                    | Arbitrage : Julia Kainberger et Shauna Neary Juges de lignes : Sarah Buckner et Tiina Saarimäki |

#### Demi-finales
| 19 avril | États-Unis | 2-1 (0-1, 1-0, 1-0) | Tchéquie | Budvar aréna 5 859 spectateurs |

| Feuille de match | Feuille de match                                                                 | Feuille de match | Feuille de match                    | Feuille de match                                                                           |
| ---------------- | -------------------------------------------------------------------------------- | ---------------- | ----------------------------------- | ------------------------------------------------------------------------------------------ |
|                  | - Edwards (Keller, Knight) — 28 min 56 s (SN) Pannek (Eden, Dunne) — 48 min 26 s | 0–1 1–1 2–1      | Plosová (Hymlárová) — 15 min 28 s - | Arbitrage : Kelly Cooke et Cianna Lieffers Juges de lignes : Justine Todd et Kirsten Welsh |
| Frankel          | Gardiens                                                                         | Peslarova        |                                     | Arbitrage : Kelly Cooke et Cianna Lieffers Juges de lignes : Justine Todd et Kirsten Welsh |
| 2 min            | Pénalités                                                                        | 6 min            |                                     | Arbitrage : Kelly Cooke et Cianna Lieffers Juges de lignes : Justine Todd et Kirsten Welsh |
| 45               | Tirs                                                                             | 11               |                                     | Arbitrage : Kelly Cooke et Cianna Lieffers Juges de lignes : Justine Todd et Kirsten Welsh |

| 19 avril | Canada | 8-1 (2-1, 4-0, 2-0) | Finlande | Budvar aréna 5 273 spectateurs |

| Feuille de match | Feuille de match | Feuille de match                    | Feuille de match                      | Feuille de match                                                                               |
| ---------------- | --- | ----------------------------------- | ------------------------------------- | ---------------------------------------------------------------------------------------------- |
|                  | - Ambrose (Gardiner, Stacey) — 2 min 28 s Poulin (Gardiner, Stacey) — 14 min 44 s Watts (Fast, Poulin) — 37 min 18 s Watts (Fast, Poulin) — 38 min 17 s (SN) Clark (Jenner, Thompson) — 38 min 30 s Serdachny (Gosling, O'Neill) — 39 min 16 s Thompson (Maltais) — 44 min 56 s (IN) Nurse (Sedachny, Shelton) — 51 min 25 s | 0-1 1-1 2-1 3-1 4-1 5-1 6-1 7-1 8-1 | Karvinen (Tulus, Savolainen) — 46 s - | Arbitrage : Samantha Hiller et Amanada Tassoni Juges de lignes : Kristýna Hájková et Erin Zach |
| Desbiens         | Gardiens | Kyrkkö                              |                                       | Arbitrage : Samantha Hiller et Amanada Tassoni Juges de lignes : Kristýna Hájková et Erin Zach |
| 29 min           | Pénalités | 2 min                               |                                       | Arbitrage : Samantha Hiller et Amanada Tassoni Juges de lignes : Kristýna Hájková et Erin Zach |
| 34               | Tirs | 20                                  |                                       | Arbitrage : Samantha Hiller et Amanada Tassoni Juges de lignes : Kristýna Hájková et Erin Zach |

#### Match pour la cinquième place
| 19 avril | Suisse | 3-2 (1-1, 2-1, 0-0) | Suède | Budvar aréna 3 274 spectateurs |

| Feuille de match | Feuille de match | Feuille de match    | Feuille de match                                                                               | Feuille de match                                                                                 |
| ---------------- | --- | ------------------- | ---------------------------------------------------------------------------------------------- | ------------------------------------------------------------------------------------------------ |
|                  | - Enzler (Stalder, Vallario) — 17 min 45 s (SN) - Stalder (Enzler, Müller) — 35 min 15 s Enzler (Müller, Mériguet) — 39 min 57 s | 0–1 1–1 1–2 2–2 3–2 | Hedqvist (Bouveng, Kjellbin) — 15 min 38 s - Johansson (Olsson, Jungåker) — 29 min 43 s (SN) - | Arbitrage : Julia Kainberger et Elizabeth Mantha Juges de lignes : Alex Clarke et Tina Saarimäki |
| Maurer           | Gardiens | Söderberg           |                                                                                                | Arbitrage : Julia Kainberger et Elizabeth Mantha Juges de lignes : Alex Clarke et Tina Saarimäki |
| 6 min            | Pénalités | 4 min               |                                                                                                | Arbitrage : Julia Kainberger et Elizabeth Mantha Juges de lignes : Alex Clarke et Tina Saarimäki |
| 23               | Tirs | 36                  |                                                                                                | Arbitrage : Julia Kainberger et Elizabeth Mantha Juges de lignes : Alex Clarke et Tina Saarimäki |

#### Match pour la troisième place
| 20 avril | Finlande | 4-3 (pr) (0-2, 1-1, 2-0, 1-0) | Tchéquie | Budvar aréna 3 274 spectateurs |

| Feuille de match | Feuille de match | Feuille de match            | Feuille de match | Feuille de match                                                                           |
| ---------------- | --- | --------------------------- | --- | ------------------------------------------------------------------------------------------ |
|                  | - Suoranta (Vanhanen) — 36 min 26 s Holopainen (Nieminen, Laitinen) — 41 min 6 s (SN) Holopainen (Savolainen, Laitinen) — 58 min 27 s (SN + JS) Nylund (Vanhanen) — 64 min 52 s | 0–1 0–2 0–3 1–3 2–3 3–3 4–3 | Kaltounková (Pejšová, Mlýnková) — 2 min 48 s Mlýnková (Mrázová, Tejralová) — 12 min 53 s (SN) Lásková (Čajanová, Juříčková) — 30 min 42 s - | Arbitrage : Samantha Hiller et Julia Kainberger Juges de lignes : Erin Zach et Alex Clarke |
| Ahola            | Gardiens | Peslarová                   | | Arbitrage : Samantha Hiller et Julia Kainberger Juges de lignes : Erin Zach et Alex Clarke |
| 5 min            | Pénalités | 10 min                      | | Arbitrage : Samantha Hiller et Julia Kainberger Juges de lignes : Erin Zach et Alex Clarke |
| 29               | Tirs | 28                          | | Arbitrage : Samantha Hiller et Julia Kainberger Juges de lignes : Erin Zach et Alex Clarke |

#### Finale
| 20 avril | États-Unis | 4-3 (2 pr) (0-0, 2-2, 1-1, 1-0) | Canada | Budvar aréna 5 369 spectateurs |

| Feuille de match | Feuille de match | Feuille de match            | Feuille de match                                                                                                  | Feuille de match                                                                           |
| ---------------- | --- | --------------------------- | --- | ------------------------------------------------------------------------------------------ |
|                  | Harvey (Knight, Carpenter) — 27 min 16 s Murphy (Coyne, Stecklein) — 27 min 45 s - Heise (Murphy, Edwards) — 45 min 27 s (2 SN) - Janecke (Heise) — 77 min 6 s | 1-0 2-0 2-1 2-2 3-2 3-3 4-3 | - Serdachny (Fast, Clark) — 28 min 37 s Gardiner (Poulin, Stacey) — 29 min 32 s - Fillier (Clark) — 54 min 12 s - | Arbitrage : Kelly Cooke et Cianna Lieffers Juges de lignes : Justine Todd et Kirsten Welsh |
| Frankel          | Gardiens | Desbiens                    | | Arbitrage : Kelly Cooke et Cianna Lieffers Juges de lignes : Justine Todd et Kirsten Welsh |
| 4 min            | Pénalités | 6 min                       | | Arbitrage : Kelly Cooke et Cianna Lieffers Juges de lignes : Justine Todd et Kirsten Welsh |
| 30               | Tirs | 47                          | | Arbitrage : Kelly Cooke et Cianna Lieffers Juges de lignes : Justine Todd et Kirsten Welsh |

### Classement final
| Place              | Équipe     | Commentaire                    |
| ------------------ | ---------- | ------------------------------ |
| Médaille d'or      | États-Unis | Champion du monde              |
| Médaille d'argent  | Canada     | Vice-champion du monde         |
| Médaille de bronze | Finlande   | Médaille de bronze             |
| 4                  | Tchéquie   |                                |
| 5                  | Suisse     |                                |
| 6                  | Suède      |                                |
| 7                  | Japon      |                                |
| 8                  | Allemagne  |                                |
| 9                  | Norvège    | Relégué en division IA en 2026 |
| 10                 | Hongrie    | Relégué en division IA en 2026 |

### Récompenses individuelles
| Poste       | Joueuse              |
| ----------- | -------------------- |
| Gardienne   | Klára Peslarová      |
| Défenseuses | Renata Fast          |
| Défenseuses | Ronja Savolainen     |
| Attaquantes | Kristýna Kaltounková |
| Attaquantes | Kelly Pannek         |
| Attaquantes | Marie-Philip Poulin  |
| MVP         | Marie-Philip Poulin  |

| Poste      | Joueuse             |
| ---------- | ------------------- |
| Gardienne  | Aerin Frankel       |
| Défenseuse | Caroline Harvey     |
| Attaquante | Marie-Philip Poulin |

### Statistiques individuelles
| Clt | Joueuse             | Équipe     | PJ | B | A | Pts | Pun | +/- |
| --- | ------------------- | ---------- | -- | - | - | --- | --- | --- |
| 1   | Marie-Philip Poulin | Canada     | 7  | 4 | 8 | 12  | 2   | +9  |
| 2   | Jennifer Gardiner   | Canada     | 7  | 6 | 4 | 10  | 0   | +13 |
| 3   | Hilary Knight       | États-Unis | 7  | 2 | 7 | 9   | 0   | +3  |
| 4   | Kelly Pannek        | États-Unis | 7  | 4 | 4 | 8   | 0   | +8  |
| 5   | Alexander Carpenter | États-Unis | 7  | 2 | 6 | 8   | 0   | +2  |
| 5   | Laura Stacey        | Canada     | 7  | 2 | 6 | 8   | 4   | +8  |
| 7   | Renata Fast         | Canada     | 7  | 0 | 8 | 8   | 4   | +11 |
| 7   | Linnea Johansson    | Suède      | 6  | 2 | 5 | 7   | 2   | +8  |
| 9   | Claire Thompson     | Canada     | 6  | 2 | 5 | 7   | 4   | +7  |
| 10  | Ebba Hedqvist       | Suède      | 6  | 5 | 1 | 6   | 2   | +6  |

| Clt                                                                                                   | Joueuse            | Équipe     | PJ | Min          | BC | Moy  | %Arr  | Bl |
| --- | ------------------ | ---------- | -- | ------------ | -- | ---- | ----- | -- |
| 1 | Kristen Campbell   | Canada     | 3  | 180 min      | 2  | 0,67 | 95,92 | 1  |
| 2 | Aerin Frankel      | États-Unis | 5  | 284 min 35 s | 5  | 1,05 | 94,51 | 1  |
| 3 | Emma Söderberg     | Suède      | 5  | 297 min 16 s | 8  | 1,61 | 92,66 | 2  |
| 4 | Ann-Renée Desbiens | Canada     | 4  | 256 min 31 s | 7  | 1,64 | 92,63 | 1  |
| 5 | Miyuu Masuhara     | Japon      | 5  | 298 min 3 s  | 13 | 2,62 | 92,61 | 2  |
| 6 | Sandra Abstreiter  | Allemagne  | 5  | 297 min 8 s  | 11 | 2,22 | 92,31 | 0  |
| 7 | Ena Nystrøm        | Norvège    | 4  | 217 min 52 s | 14 | 3,86 | 92,13 | 1  |
| 8 | Saskia Maurer      | Suisse     | 3  | 159 min 22 s | 6  | 2,26 | 91,43 | 0  |
| 9 | Klára Peslarová    | Tchéquie   | 6  | 347 min 51 s | 15 | 2,59 | 91,43 | 2  |
| 10 | Anikó Németh       | Hongrie    | 4  | 236 min 44 s | 8  | 2,03 | 90,70 | 0  |
| Nota : seules sont classées les gardiennes ayant joué au minimum 40 % du temps de jeu de leur équipe. |                    |            |    |              |    |      |       |    |

## Autres divisions

### Division I

#### Groupe A
La compétition a lieu du 13 au 19 avril 2025 à Shenzhen en Chine.
Les nations suivantes participent :
- Autriche
- Chine, pays hôte, relégué de la division élite en 2024
- Danemark, relégué de la division élite en 2024
- France
- Pays-Bas
- Slovaquie, promu de la division IB en 2024

| 13 avril | Pays-Bas  | 3    | 8 | France    |
| 13 avril | Autriche  | 3    | 0 | Danemark  |
| 13 avril | Slovaquie | 4    | 0 | Chine     |
| 14 avril | Danemark  | 6    | 3 | Pays-Bas  |
| 14 avril | France    | 1    | 4 | Slovaquie |
| 14 avril | Chine     | 0    | 3 | Autriche  |
| 16 avril | Slovaquie | 2    | 3 | Autriche  |
| 16 avril | Danemark  | 1    | 2 | France    |
| 16 avril | Chine     | 2    | 1 | Pays-Bas  |
| 17 avril | Danemark  | 2    | 0 | Slovaquie |
| 17 avril | Autriche  | 3 Pr | 2 | Pays-Bas  |
| 17 avril | France    | 3 TB | 2 | Chine     |
| 19 avril | Pays-Bas  | 1    | 4 | Slovaquie |
| 19 avril | France    | 1    | 3 | Autriche  |
| 19 avril | Chine     | 0    | 1 | Danemark  |

| Clt | Équipe    | PJ | V | VP | DP | D | BP | BC | Diff | Pts |
| --- | --------- | -- | - | -- | -- | - | -- | -- | ---- | --- |
| 1 | Autriche  | 5  | 4 | 1  | 0  | 0 | 15 | 5  | +10  | 14  |
| 2 | Danemark  | 5  | 3 | 0  | 0  | 2 | 10 | 8  | +2   | 9   |
| 3 | Slovaquie | 5  | 3 | 0  | 0  | 2 | 14 | 7  | +7   | 9   |
| 4 | France    | 5  | 2 | 1  | 0  | 2 | 15 | 13 | +2   | 8   |
| 5 | Chine     | 5  | 1 | 0  | 1  | 3 | 4  | 12 | −8   | 4   |
| 6 | Pays-Bas  | 5  | 0 | 0  | 1  | 4 | 10 | 23 | −13  | 1   |
| Légende : - en gras, promu en division élite - en italique, relégué en division IB - Pr : Prolongations - TB : Tirs de barrage |           |    |   |    |    |   |    |    |      |     |

#### Groupe B
La compétition se déroule du 9 au 15 avril 2025 à Dumfries en Grande-Bretagne.
Les nations suivantes participent :
- Corée du Sud, relégué de la division IA en 2024
- Grande-Bretagne, pays hôte
- Italie
- Kazakhstan, promu de la division IIA en 2024
- Lettonie
- Slovénie

| 9 avril  | Kazakhstan      | 4    | 2  | Corée du Sud    |
| 9 avril  | Slovénie        | 0    | 12 | Italie          |
| 9 avril  | Grande-Bretagne | 0    | 3  | Lettonie        |
| 10 avril | Italie          | 2    | 0  | Kazakhstan      |
| 10 avril | Lettonie        | 11   | 2  | Slovénie        |
| 10 avril | Corée du Sud    | 3 Pr | 2  | Grande-Bretagne |
| 12 avril | Corée du Sud    | 6    | 3  | Slovénie        |
| 12 avril | Lettonie        | 0    | 6  | Italie          |
| 12 avril | Kazakhstan      | 0    | 2  | Grande-Bretagne |
| 13 avril | Italie          | 7    | 0  | Corée du Sud    |
| 13 avril | Lettonie        | 7    | 3  | Kazakhstan      |
| 13 avril | Grande-Bretagne | 8    | 2  | Slovénie        |
| 15 avril | Slovénie        | 1    | 9  | Kazakhstan      |
| 15 avril | Corée du Sud    | 1    | 3  | Lettonie        |
| 15 avril | Italie          | 4    | 0  | Grande-Bretagne |

| Clt                                                                                                   | Équipe          | PJ | V | VP | D | DP | BP | BC | Diff | Pts |
| --- | --------------- | -- | - | -- | - | -- | -- | -- | ---- | --- |
| 1 | Italie          | 5  | 5 | 0  | 0 | 0  | 31 | 0  | +31  | 15  |
| 2 | Lettonie        | 5  | 4 | 0  | 0 | 1  | 24 | 12 | +12  | 12  |
| 3 | Grande-Bretagne | 5  | 2 | 0  | 1 | 2  | 12 | 12 | 0    | 7   |
| 4 | Kazakhstan      | 5  | 2 | 0  | 0 | 3  | 16 | 14 | +2   | 6   |
| 5 | Corée du Sud    | 5  | 1 | 1  | 0 | 3  | 12 | 19 | −7   | 5   |
| 6 | Slovénie        | 5  | 0 | 0  | 0 | 5  | 8  | 46 | −38  | 0   |
| Légende : - en gras, promu en division IA - en italique, relégué en division IIA - Pr : Prolongations |                 |    |   |    |   |    |    |    |      |     |

### Division II

#### Groupe A
La compétition se déroule du 7 au 13 avril 2025 à Bytom en Pologne.
Les nations suivantes participent :
- Corée du Nord, promu de la division IIB en 2024
- Espagne
- Islande
- Mexique
- Pologne, relégué de la division IB en 2024
- Taipei chinois

| 7 avril  | Espagne        | 2 | 3 TB | Islande        |
| 7 avril  | Mexique        | 2 | 8    | Pologne        |
| 7 avril  | Corée du Nord  | 1 | 2    | Taipei chinois |
| 8 avril  | Islande        | 3 | 2    | Corée du Nord  |
| 8 avril  | Pologne        | 9 | 2    | Taipei chinois |
| 8 avril  | Espagne        | 6 | 0    | Mexique        |
| 10 avril | Mexique        | 2 | 3 TB | Taipei chinois |
| 10 avril | Espagne        | 4 | 0    | Corée du Nord  |
| 10 avril | Pologne        | 2 | 0    | Islande        |
| 11 avril | Islande        | 5 | 2    | Mexique        |
| 11 avril | Corée du Nord  | 0 | 9    | Pologne        |
| 11 avril | Taipei chinois | 1 | 7    | Espagne        |
| 13 avril | Mexique        | 1 | 2 TB | Corée du Nord  |
| 13 avril | Pologne        | 2 | 4    | Espagne        |
| 13 avril | Taipei chinois | 0 | 1    | Islande        |

| Clt | Équipe         | PJ | V | VP | D | DP | BP | BC | Diff | Pts |
| --- | -------------- | -- | - | -- | - | -- | -- | -- | ---- | --- |
| 1 | Espagne        | 5  | 4 | 0  | 1 | 0  | 23 | 6  | +17  | 13  |
| 2 | Pologne        | 5  | 4 | 0  | 0 | 1  | 30 | 8  | +22  | 12  |
| 3 | Islande        | 5  | 3 | 1  | 0 | 1  | 12 | 8  | +4   | 11  |
| 4 | Taipei chinois | 5  | 1 | 1  | 0 | 3  | 8  | 20 | −12  | 5   |
| 5 | Corée du Nord  | 5  | 0 | 1  | 0 | 4  | 5  | 19 | −14  | 2   |
| 6 | Mexique        | 5  | 0 | 0  | 2 | 3  | 7  | 24 | −17  | 2   |
| Légende : - en gras, promu en division IB - en italique, relégué en division IIB - TB : Tirs de barrage |                |    |   |    |   |    |    |    |      |     |

#### Groupe B
La compétition se déroule du 14 au 20 avril 2025 à Dunedin en Nouvelle-Zélande.
Les nations suivantes participent :
- Australie
- Belgique, relégué de la division IIA en 2024
- Hong Kong
- Nouvelle-Zélande, pays hôte
- Turquie
- Ukraine, promu de la division IIIA en 2024

| 14 avril | Hong Kong        | 2 | 6    | Belgique         |
| 14 avril | Australie        | 2 | 0    | Turquie          |
| 14 avril | Ukraine          | 3 | 4 Pr | Nouvelle-Zélande |
| 15 avril | Australie        | 8 | 0    | Hong Kong        |
| 15 avril | Turquie          | 1 | 5    | Ukraine          |
| 15 avril | Belgique         | 1 | 3    | Nouvelle-Zélande |
| 17 avril | Belgique         | 3 | 4 Pr | Turquie          |
| 17 avril | Australie        | 4 | 1    | Ukraine          |
| 17 avril | Hong Kong        | 2 | 4    | Nouvelle-Zélande |
| 18 avril | Turquie          | 2 | 4    | Hong Kong        |
| 18 avril | Ukraine          | 6 | 1    | Belgique         |
| 18 avril | Nouvelle-Zélande | 3 | 4 TB | Australie        |
| 20 avril | Hong Kong        | 2 | 10   | Ukraine          |
| 20 avril | Belgique         | 0 | 6    | Australie        |
| 20 avril | Nouvelle-Zélande | 3 | 2    | Turquie          |

| Clt | Équipe           | PJ | V | VP | D | DP | BP | BC | Diff | Pts |
| --- | ---------------- | -- | - | -- | - | -- | -- | -- | ---- | --- |
| 1 | Australie        | 5  | 4 | 1  | 0 | 0  | 24 | 4  | +20  | 14  |
| 2 | Nouvelle-Zélande | 5  | 3 | 1  | 0 | 1  | 17 | 12 | +5   | 12  |
| 3 | Ukraine          | 5  | 3 | 0  | 1 | 1  | 25 | 12 | +13  | 10  |
| 4 | Belgique         | 5  | 1 | 0  | 3 | 1  | 11 | 21 | -10  | 4   |
| 5 | Hong Kong        | 5  | 1 | 0  | 4 | 0  | 10 | 30 | -20  | 3   |
| 6 | Turquie          | 5  | 0 | 1  | 4 | 0  | 9  | 17 | -8   | 1   |
| Légende : - en gras, promu en division IIA - en italique, relégué en division IIIA - Pr : Prolongations - TB : Tirs de barrage |                  |    |   |    |   |    |    |    |      |     |

### Division III

#### Groupe A
La compétition se déroule du 2 au 8 mars 2025 à Belgrade en Serbie.
Les nations suivantes participent :
- Afrique du Sud, relégué de la division IIB en 2024
- Croatie
- Lituanie
- Roumanie
- Serbie, pays hôte
- Thaïlande, promu de la division IIIB en 2024

| 2 mars | Lituanie       | 10   | 3  | Afrique du Sud |
| 2 mars | Roumanie       | 4    | 3  | Croatie        |
| 2 mars | Thaïlande      | 3    | 4  | Serbie         |
| 3 mars | Roumanie       | 2    | 1  | Lituanie       |
| 3 mars | Croatie        | 0    | 3  | Thaïlande      |
| 3 mars | Afrique du Sud | 3    | 9  | Serbie         |
| 5 mars | Afrique du Sud | 2    | 7  | Croatie        |
| 5 mars | Roumanie       | 2    | 3  | Thaïlande      |
| 5 mars | Lituanie       | 3    | 0  | Serbie         |
| 6 mars | Thaïlande      | 6    | 1  | Afrique du Sud |
| 6 mars | Croatie        | 2    | 4  | Lituanie       |
| 6 mars | Serbie         | 2    | 0  | Roumanie       |
| 8 mars | Lituanie       | 2 Pr | 1  | Thaïlande      |
| 8 mars | Afrique du Sud | 2    | 11 | Roumanie       |
| 8 mars | Serbie         | 0    | 1  | Croatie        |

| Clt | Équipe         | PJ | V | VP | D | DP | BP | BC | Diff | Pts |
| --- | -------------- | -- | - | -- | - | -- | -- | -- | ---- | --- |
| 1 | Lituanie       | 5  | 3 | 1  | 1 | 0  | 20 | 8  | +12  | 11  |
| 2 | Thaïlande      | 5  | 3 | 0  | 1 | 1  | 16 | 9  | +7   | 10  |
| 3 | Serbie         | 5  | 3 | 0  | 2 | 0  | 15 | 10 | +5   | 9   |
| 4 | Roumanie       | 5  | 3 | 0  | 2 | 0  | 19 | 11 | +8   | 9   |
| 5 | Croatie        | 5  | 2 | 0  | 3 | 0  | 13 | 13 | 0    | 6   |
| 6 | Afrique du Sud | 5  | 0 | 0  | 5 | 0  | 11 | 43 | -32  | 0   |
| Légende : - en gras, promu en division IIB - en italique, relégué en division IIIB - Pr : Prolongations |                |    |   |    |   |    |    |    |      |     |

#### Groupe B
La compétition se déroule du 13 au 18 février 2025 à Sarajevo en Bosnie-Herzégovine.
Les nations suivantes participent :
- Bosnie-Herzégovine, pays hôte
- Bulgarie, relégué de la division IIIA en 2024
- Estonie
- Israël
- Singapour

| 13 février | Bulgarie           | 5    | 2    | Israël             |
| 13 février | Bosnie-Herzégovine | 2    | 4    | Estonie            |
| 14 février | Singapour          | 1    | 9    | Bosnie-Herzégovine |
| 15 février | Estonie            | 2    | 3 Pr | Israël             |
| 15 février | Singapour          | 0    | 6    | Bulgarie           |
| 16 février | Bosnie-Herzégovine | 4 Pr | 3    | Bulgarie           |
| 17 février | Estonie            | 2    | 1    | Singapour          |
| 17 février | Israël             | 6    | 1    | Bosnie-Herzégovine |
| 18 février | Bulgarie           | 5    | 3    | Estonie            |
| 18 février | Israël             | 6    | 2    | Singapour          |

| Clt                                                              | Équipe             | PJ | V | VP | D | DP | BP | BC | Diff | Pts |
| ---------------------------------------------------------------- | ------------------ | -- | - | -- | - | -- | -- | -- | ---- | --- |
| +001,                                                            | Bulgarie           | 4  | 3 | 0  | 1 | 0  | 19 | 9  | +10  | 10  |
| +002,                                                            | Israël             | 4  | 2 | 1  | 0 | 1  | 17 | 10 | +7   | 8   |
| +003,                                                            | Estonie            | 4  | 2 | 0  | 1 | 1  | 11 | 11 | 0    | 7   |
| +004,                                                            | Bosnie-Herzégovine | 4  | 1 | 1  | 0 | 2  | 16 | 14 | +2   | 5   |
| +005,                                                            | Singapour          | 4  | 0 | 0  | 0 | 4  | 4  | 23 | −19  | 0   |
| Légende : - en gras, promu en division IIIA - Pr : Prolongations |                    |    |   |    |   |    |    |    |      |     |